# أنا وحماري

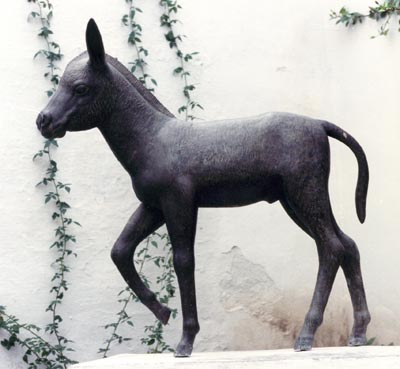
تمثال بلاتيرو، في متحف بيت خوان رامون خيمينيث، بقرية موغير

بلاتيرو وأنا (بالإسبانية: Platero y yo) معروفة كذلك بالعربية ب"حماري وأنا"، أو "أنا وحماري"، هي رواية كتبها خوان رامون خيمينيث الفائز بجائزة نوبل للأدب سنة 1956،بطريقة السرد باستخدام الشعر الغنائي، يتحدث فيها بطريقة شعرية عن حياة وموت الحمار بلاتيرو. الرواية مكوّنة من 138 نصاً قصيراً.

## السرد
يلعب الحمار بلاتيرو دور المروي له، في الغالب، حيث يعمد الراوي إلى مخاطبة حماره بحرف المنادى يا أو هو من خلال هذه التقنية يخاطب القارئ وينقل له تجربته مع حماره.

## المحتوى
تدور الرواية حول الراوي وحماره وهما يجوبان أنحاء قرية موغير مسقط رأس المؤلف، متمتعين بجمال الطبيعة وتعاقب الفصول، يراقبان معاً البشر والحجر والغدران والمروج والأشجار وبقية الحيوانات، وكل شيء يصادفهما في طريقهما وهما يتسكعان معاً، أو يؤديان مهمة ما.

تتكون الرواية من أقسام موجزة، وتشكل الفقرة التالية بداية الكتاب 

ظهر الكتاب عام 1914م في طبعة مدرسية ضمن سلسلة مكتبة الشباب (بالإسبانية: colección Biblioteca Juventud) لدار النشر لاليكتورا (بالإسبانية: La Lectura) وقد صدّر الشاعر هذه الطبعة بكلمة تحت عنوان «بيان للكبار الذين يقرؤون هذا الكتاب للأطفال» جاء فيها: 
. ويقول في المقدمة التي كتبها لطبعة دار نشر تاوروس وظهرت لأول مرة عام 1959م أي بعد وفاة الشاعر بسنة واحدة تقريبا:

## شخصيات الرواية
الرواية لا تُركّز على تطوّر الشخصيات بقدر ما تُركّز على العلاقة التأملية بين الإنسان والطبيعة، وعلى كيف يمكن للحيوان أن يكون شريكًا في فهم العالم ومواجهة الألم والفرح.
- الراوي (الشاعر): يُمثّل صوت الكاتب نفسه، وهو شاعر حساس يتأمل الحياة والطبيعة من حوله، ويُخاطب حماره بلغة شاعرية مليئة بالحب والحنان. يُجسّد الراوي الإنسان المتأمل الذي يرى الجمال في التفاصيل اليومية، ويُعبّر عن مشاعره من خلال علاقته بالحمار والطبيعة.
- بلاتيرو: الحمار الصغير ذو الشعر الفضي الناعم، يُرافق الراوي في رحلاته عبر قرية موغير. رغم أنه لا يتكلم، إلا أن حضوره يُضفي على الرواية طابعًا إنسانيًا عميقًا، ويُجسّد البراءة والوفاء والصفاء الداخلي. يُعامل بلاتيرو ككائن حي له مشاعر، ويُصبح مرآة للروح الإنسانية.
- شخصيات ثانوية ورمزية: أطفال القرية، الفلاحون، الحيوانات، الأشجار، الفصول: تظهر هذه العناصر كشخصيات رمزية في كل فصل، تُجسّد مشاهد الحياة اليومية، وتُعبّر عن فلسفة الراوي في فهم العالم من حوله.
- القرية نفسها (موغير): تُصوّر ككائن حي متغيّر، له شخصيته الخاصة، وتُعد خلفية شاعرية تتفاعل مع الراوي وبلاتيرو.

## اقتباسات من الرواية
"بلاتيرو صغير وشعره طويل وناعم، لشدة طراوته من الخارج يكاد يكون مصنوعًا من القطن، وليس فيه عظم."
"أناديه بلطافة: بلاتيرو؟ فيأتي إليَّ قافزًا فرحًا، يبدو وكأنه يبتسم بخشخشة مثالية."
"هذا الكتاب الموجز الذي يقترن فيه الفرح بالألم اقتران توأمين، كأنهما أذنا بلاتيرو."
"بلاتيرو لا يقول شيئًا، لكنه يفهم كل شيء، بعينيه السوداوين اللامعتين كالكهرمان."

"في القرية، كل شيء يتغيّر، لكن بلاتيرو يبقى كما هو، نقيًا، صامتًا، وفيًا."

## أسلوب الرواية
تتميّز رواية أنا وحماري (Platero y yo) للكاتب الإسباني خوان رامون خيمينيث بأسلوب نثري شعري غنائي يجمع بين البساطة والعمق، ويُضفي على النص طابعًا تأمليًا وإنسانيًا. يستخدم الكاتب لغة شاعرية رقيقة تُعبّر عن مشاعر الراوي تجاه حماره بلاتيرو، ويعتمد على فصول قصيرة تُصوّر مشاهد من الحياة اليومية في قرية موغير، حيث تتداخل الطبيعة والناس والحيوانات في سردٍ حميمي. يُخاطب الراوي حماره بلغة وجدانية، مما يجعل الحمار رمزًا للصفاء والوفاء، ويُحوّل العلاقة بينهما إلى مرآة للروح الإنسانية. ويُعد هذا الأسلوب امتدادًا لفلسفة خيمينيث التي ترى في الشعر وسيلة لفهم العالم والتعبير عن الجمال الكامن في التفاصيل البسيطة

## دراسات
كتب جابر قميحة بحثا طويلا عن «شخصية الحمار في الأدب» وهي دراسة مقارنة بين الأدبين العربي والغربي، عرض فيه ما كتبه الجاحظ عن الحمار، وما كتبه توفيق الحكيم عن الحمير، وكذلك لما كتبه خوان رامون خيمنيز في كتابه «بلاتيرو وأنا». وما كتبته الكونتس «دي سيجير» في كتابها مذكرات حمار.
لم تصدر حتى اليوم في المكتبات العربية منتخبات من شعر خمينث، ولا حتى ترجمات كاملة لكتب شعرية محددة، باستثناء كتابه هذا النثري بلاتيرو وأنا الذي حظي بأكثر من ترجمة واحدة للعربية.